# Florian Lejeune
Florian Lejeune (Párizs, 1991. május 20. –) francia korosztályos válogatott labdarúgó, a spanyol Rayo Vallecano hátvédje.

## Pályafutása

### Klubcsapatokban
Lejeune a francia fővárosban, Párizsban született. Az ifjúsági pályafutását a CFF Paris, a Ternese Paris, a Racing Levallois, a Béziers Cheminots és a Sète csapatában kezdte, majd az Agde akadémiájánál folytatta.
2008-ban mutatkozott be az Agde felnőtt keretében. 2009-ben az Istres, majd 2011-ben a spanyol első osztályban szereplő Villarreal csapatához csatlakozott. 2013 és 2014 között a Brestnél szerepelt kölcsönben. 2014-ben a Girona szerződtette. 2015. augusztus 28-án az angol első osztályban érdekelt Manchester City igazolta le, majd egy nappal később kölcsönben visszatért a Gironához. 2016-ban az Eibarhoz, majd 2017-ben a Newcastle Unitedhez szerződött. Először a 2017. augusztus 13-ai, Tottenham Hotspur ellen 2–0-ra elvesztett mérkőzésen lépett pályára. Első két gólját 2020. január 21-én, az Everton ellen 2–2-es döntetlennel zárult találkozón szerezte meg. A 2020–21-es szezonban az Alavés csapatát erősítette kölcsönben. A lehetőséggel élve, 2021. július 22-én a spanyol klubhoz igazolt. 2021. augusztus 14-én, a Real Madrid ellen 4–1-re elvesztett bajnokin debütált. 2022 júliusában egyéves kölcsönszerződést kötött a Rayo Vallecano együttesével. 2023. július 28-án a Rayo Vallecanóhoz írt alá.

### A válogatottban
Lejeune 2010 és 2011 között tagja volt a francia U20-as válogatottnak.

## Statisztikák
2023. május 24. szerint

| Klub                        | Szezon   | Osztály          | Bajnokság | Bajnokság | Kupa és Ligakupa | Kupa és Ligakupa | Nemzetközi | Nemzetközi | Összesen | Összesen |
| Klub                        | Szezon   | Osztály          | Meccs     | Gól       | Meccs            | Gól              | Meccs      | Gól        | Meccs    | Gól      |
| --------------------------- | -------- | ---------------- | --------- | --------- | ---------------- | ---------------- | ---------- | ---------- | -------- | -------- |
| Istres                      | 2009–10  | Ligue 2          | 14        | 0         | 0                | 0                | —          | —          | 14       | 0        |
| Istres                      | 2010–11  | Ligue 2          | 28        | 3         | 1                | 0                | —          | —          | 29       | 3        |
| Istres                      | Összesen | Összesen         | 42        | 3         | 1                | 0                | 0          | 0          | 43       | 3        |
| Villarreal                  | 2011–12  | La Liga          | 2         | 0         | 0                | 0                | —          | —          | 2        | 0        |
| Villarreal                  | 2012–13  | Segunda División | 3         | 0         | 0                | 0                | —          | —          | 3        | 0        |
| Villarreal                  | Összesen | Összesen         | 5         | 0         | 0                | 0                | 0          | 0          | 5        | 0        |
| Brest (kölcsönben)          | 2012–13  | Ligue 1          | 10        | 0         | 1                | 0                | —          | —          | 11       | 0        |
| Brest (kölcsönben)          | 2013–14  | Ligue 2          | 11        | 0         | 2                | 0                | —          | —          | 13       | 0        |
| Brest (kölcsönben)          | Összesen | Összesen         | 21        | 0         | 3                | 0                | 0          | 0          | 24       | 0        |
| Girona                      | 2014–15  | Segunda División | 40        | 5         | 0                | 0                | —          | —          | 40       | 5        |
| Girona (kölcsönben)         | 2015–16  | Segunda División | 41        | 3         | 0                | 0                | —          | —          | 41       | 3        |
| Girona (kölcsönben)         | Összesen | Összesen         | 81        | 8         | 0                | 0                | 0          | 0          | 81       | 8        |
| Eibar                       | 2016–17  | La Liga          | 34        | 1         | 2                | 0                | —          | —          | 36       | 1        |
| Newcastle United            | 2017–18  | Premier League   | 24        | 0         | 0                | 0                | —          | —          | 24       | 0        |
| Newcastle United            | 2018–19  | Premier League   | 12        | 0         | 1                | 0                | —          | —          | 13       | 0        |
| Newcastle United            | 2019–20  | Premier League   | 6         | 2         | 3                | 0                | —          | —          | 9        | 2        |
| Newcastle United            | Összesen | Összesen         | 42        | 2         | 4                | 0                | 0          | 0          | 46       | 2        |
| Alavés (kölcsönben)         | 2020–21  | La Liga          | 34        | 1         | 2                | 0                | —          | —          | 36       | 1        |
| Alavés                      | 2021–22  | La Liga          | 30        | 0         | 1                | 0                | —          | —          | 31       | 0        |
| Alavés                      | Összesen | Összesen         | 64        | 1         | 3                | 0                | 0          | 0          | 67       | 1        |
| Rayo Vallecano (kölcsönben) | 2022–23  | La Liga          | 31        | 4         | 1                | 0                | —          | —          | 32       | 4        |
| Összesen                    | Összesen | Összesen         | 320       | 19        | 14               | 0                | 0          | 0          | 334      | 19       |